# 1996 en escrime
| Années de l'escrime : 1993 - 1994 - 1995 - 1996 - 1997 - 1998 - 1999    |
| Décennies de l'escrime : 1960 - 1970 - 1980 - 1990 - 2000 - 2010 - 2020 |

Cet article présente les faits marquants de l'année 1996 en escrime.

## Évènements

### Jeux olympiques et paralympiques
- Escrime aux Jeux olympiques d'été de 1996
- Escrime aux Jeux paralympiques d'été de 1996